# Łotwa na Zimowych Igrzyskach Olimpijskich 2010

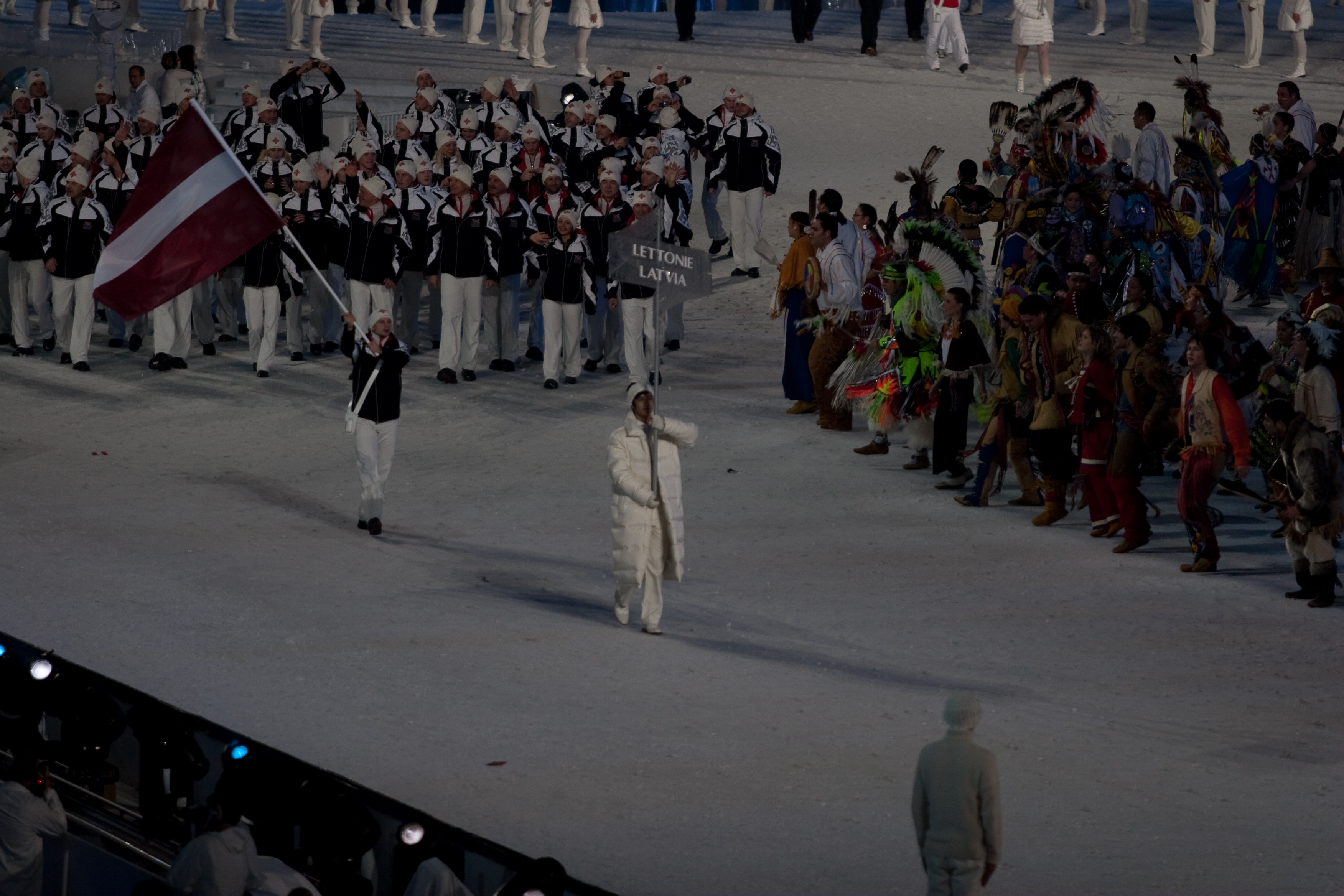
Reprezentacja Łotwy podczas ceremonii otwarcia igrzysk olimpijskich

Łotwę na Zimowych Igrzyskach Olimpijskich 2010 reprezentowało pięćdziesięciu ośmiu zawodników.

## Narciarstwo alpejskie
Kobiety
| Zawodniczka     | Konkurencja       | Konkurencja       | Konkurencja   | Konkurencja   | Konkurencja       | Konkurencja       | Konkurencja      | Konkurencja      |
| Zawodniczka     | Slalom gigant     | Slalom gigant     | Slalom gigant | Slalom gigant | Slalom specjalny  | Slalom specjalny  | Slalom specjalny | Slalom specjalny |
| Zawodniczka     | Czas 1. przejazdu | Czas 2. przejazdu | Czas łączny   | Pozycja       | Czas 1. przejazdu | Czas 2. przejazdu | Czas łączny      | Pozycja          |
| --------------- | ----------------- | ----------------- | ------------- | ------------- | ----------------- | ----------------- | ---------------- | ---------------- |
| Liene Fimbauere | 1:25,16           | 1:21,77           | 2:46,93       | 51.           | 1:00,30           | 1:01,81           | 2:02,11          | 49.              |

Mężczyźni
| Zawodnik           | Konkurencja | Konkurencja | Konkurencja | Konkurencja | Konkurencja       | Konkurencja       | Konkurencja   | Konkurencja   | Konkurencja       | Konkurencja       | Konkurencja      | Konkurencja      | Konkurencja         | Konkurencja         | Konkurencja         | Konkurencja         |
| Zawodnik           | Zjazd       | Zjazd       | Supergigant | Supergigant | Slalom gigant     | Slalom gigant     | Slalom gigant | Slalom gigant | Slalom specjalny  | Slalom specjalny  | Slalom specjalny | Slalom specjalny | Kombinacja          | Kombinacja          | Kombinacja          | Kombinacja          |
| Zawodnik           | Czas        | Pozycja     | Czas        | Pozycja     | Czas 1. przejazdu | Czas 2. przejazdu | Czas łączny   | Pozycja       | Czas 1. przejazdu | Czas 2. przejazdu | Czas łączny      | Pozycja          | Zjazd               | Slalom              | Łączny czas         | Pozycja             |
| ------------------ | ----------- | ----------- | ----------- | ----------- | ----------------- | ----------------- | ------------- | ------------- | ----------------- | ----------------- | ---------------- | ---------------- | ------------------- | ------------------- | ------------------- | ------------------- |
| Roberts Rode       | 2:03,36     | 58.         |             |             |                   |                   |               |               |                   |                   |                  |                  | Nie ukończył zjazdu | Nie ukończył zjazdu | Nie ukończył zjazdu | Nie ukończył zjazdu |
| Kristaps Zvejnieks |             |             |             |             | 1:28,29           | 1:30,33           | 2:58,62       | 62.           | 53,82             | 57,47             | 1:51,29          | 37.              |                     |                     |                     |                     |

## Biathlon
Kobiety
| Zawodnik                                               | Konkurencja               | czas biegu | Kary | Pozycja |
| ------------------------------------------------------ | ------------------------- | ---------- | ---- | ------- |
| Gerda Krūmiņa                                          | Sprint kobiet – 7,5 km    | 22:09,3    | 1    | 48.     |
| Madara Līduma                                          | Sprint kobiet – 7,5 km    | 22:23,8    | 4    | 57.     |
| Līga Glāzere                                           | Sprint kobiet – 7,5 km    | 22:47,7    | 1    | 69.     |
| Žanna Juškāne                                          | Sprint kobiet – 7,5 km    | 23:32,4    | 3    | 79.     |
| Madara Līduma                                          | Bieg pościgowy – 10 km    | 34:02,6    | 3    | 38.     |
| Gerda Krūmiņa                                          | Bieg pościgowy – 10 km    | 37:58,7    | 4    | 57.     |
| Madara Līduma                                          | Bieg indywidualny – 15 km | 47:30,2    | 6    | 67.     |
| Gerda Krūmiņa                                          | Bieg indywidualny – 15 km | 48:00,1    | 4    | 69.     |
| Līga Glāzere                                           | Bieg indywidualny – 15 km | 50:20,3    | 5    | 78.     |
| Žanna Juškāne                                          | Bieg indywidualny – 15 km | 53:36,4    | 7    | 84.     |
| Žanna Juškāne Madara Līduma Līga Glāzere Gerda Krūmiņa | Sztafeta 4 × 7,5 km       | 1:18:56,2  | 4    | 19.     |

Mężczyźni
| Zawodnik                                              | Konkurencja         | czas biegu | Kary | Pozycja |
| ----------------------------------------------------- | ------------------- | ---------- | ---- | ------- |
| Ilmārs Bricis                                         | Sprint mężczyzn     | 25:41,3    | 2    | 14.     |
| Andrejs Rastorgujevs                                  | Sprint mężczyzn     | 27:05,3    | 3    | 50.     |
| Kristaps Lībietis                                     | Sprint mężczyzn     | 27:32,5    | 1    | 64.     |
| Edgars Piksons                                        | Sprint mężczyzn     | 28:23,0    | 2    | 78.     |
| Ilmārs Bricis                                         | Bieg pościgowy      | 36:14,9    | 4    | 32.     |
| Andrejs Rastorgujevs                                  | Bieg pościgowy      | 41:35,9    | 9    | 58.     |
| Edgars Piksons                                        | Bieg indywidualny   | 52:52,5    | 2    | 37.     |
| Kristaps Lībietis                                     | Bieg indywidualny   | 56:02,4    | 3    | 70.     |
| Kaspars Dumbris                                       | Bieg indywidualny   | 56:30,1    | 5    | 73.     |
| Ilmārs Bricis                                         | Bieg indywidualny   | 56:33,9    | 6    | 74.     |
| Edgars Piksons Andrejs Rastorgujevs Kristaps Lībietis | Sztafeta 4 × 7,5 km | 1:35:15,5  | 7    | 19.     |

## Bobsleje
Mężczyźni
| Osada | Zawodnicy                                                       | Konkurencja | Ślizg 1 | Ślizg 2 | Ślizg 3 | Ślizg 4 | Łącznie | Pozycja |
| ----- | --------------------------------------------------------------- | ----------- | ------- | ------- | ------- | ------- | ------- | ------- |
| LAT-1 | Edgars Maskalāns Daumants Dreiškens                             | Dwójki      | 52,16   | 52,32   | 52,17   | 52,43   | 3:29,08 | 8.      |
| LAT-1 | Edgars Maskalāns Mihails Arhipovs Raivis Broks Pāvels Tulubjevs | Czwórki     | 51,60   | 51,42   | 51,85   | 51,78   | 3:26,65 | 11.     |

## Biegi narciarskie
Kobiety
| Zawodnik    | Konkurencja   | czas    | Pozycja |
| ----------- | ------------- | ------- | ------- |
| Anete Brice | Bieg na 10 km | 30:51,8 | 69.     |

Mężczyźni
| Zawodnik      | Konkurencja   | czas               | Pozycja            |
| ------------- | ------------- | ------------------ | ------------------ |
| Jānis Paipals | Bieg na 15 km | 38:18,0            | 72.                |
| Jānis Paipals | Bieg łączony  | Nie ukończył biegu | Nie ukończył biegu |
| Jānis Paipals | Sprint        | 4:04,48            | 62.                |

## Hokej na lodzie
Reprezentacja mężczyzn
| - Rodrigo Laviņš - Arvīds Reķis - Jānis Sprukts - Kārlis Skrastiņš - Oskars Bārtulis - Mārtiņš Karsums - Lauris Dārziņš - Kristaps Sotnieks - Herberts Vasiļjevs - Guntis Galviņš - Kaspars Daugaviņš |  | - Aleksandrs Ņiživijs - Armands Bērziņš - Miķelis Rēdlihs - Krišjānis Rēdlihs - Edgars Masaļskis - Mārtiņš Cipulis - Georgijs Pujacs - Ģirts Ankipāns - Gints Meija - Aleksejs Širokovs - Ervīns Muštukovs - Sergejs Naumovs |

Reprezentacja Łotwy brała udział w rozgrywkach grupy B turnieju olimpijskiego, zajmując w niej 4. miejsce. W rundzie kwalifikacyjnej uległa reprezentacji Czech 2:3 po dogrywce i odpadła z dalszej rywalizacji. Ostatecznie reprezentacja Łotwy została sklasyfikowana na 12. miejscu

### Runda pierwsza
Grupa B
| Drużyna  | M | Mecze | Mecze | Mecze | Bramki | Bramki | Bramki | Pkt |
| Drużyna  | M | W     | R     | P     | +      | -      | +/-    | Pkt |
| -------- | - | ----- | ----- | ----- | ------ | ------ | ------ | --- |
| Rosja    | 3 | 2     | 0     | 1     | 13     | 6      | +7     | 7   |
| Czechy   | 3 | 2     | 0     | 1     | 10     | 7      | +3     | 6   |
| Słowacja | 3 | 2     | 0     | 1     | 9      | 4      | +5     | 5   |
| Łotwa    | 3 | 0     | 0     | 3     | 4      | 19     | -15    | 0   |

Wyniki
| 16 lutego 2010 | Rosja | 8:2 | Łotwa | General Motors Place, Vancouver |

| Szczegóły      | Szczegóły | Szczegóły       | Szczegóły                            | Szczegóły                                                                      |
| -------------- | --- | --------------- | ------------------------------------ | ------------------------------------------------------------------------------ |
| Godzina: 21:00 | D. Zaripow 02:38 A. Radułow 07:46 A. Owieczkin 19:25 J. Małkin 38:18 A. Owieczkin 40:59 D. Zaripow 41:30 I. Kowalczuk 43:04 A. Morozow 58:57 | (3:0, 1:0, 4:2) | 40:33 H. Vasiļjevs 43:35 Ģ. Ankipāns | Widzów: 16862 Sędzia główny: Dennis Laure Sędziowie liniowi: Marcus Vinnerborg |

| 19 lutego 2010 | Czechy | 5:2 | Łotwa | General Motors Place, Vancouver |

| Szczegóły      | Szczegóły                                                                       | Szczegóły       | Szczegóły                           | Szczegóły                                                                    |
| -------------- | ------------------------------------------------------------------------------- | --------------- | ----------------------------------- | ---------------------------------------------------------------------------- |
| Godzina: 16:30 | D. Krejčí 02:30 T. Plekanec 03:33 J. Jágr 05:07 T. Kaberle 26:33 P. Eliáš 59:42 | (3:0, 1:2, 1:0) | 35:30 K. Sotnieks 38:26 Ģ. Ankipāns | Widzów: 16984 Sędzia główny: Jyri Ronn Sędziowie liniowi: Christopher Rooney |

| 20 lutego 2010 | Łotwa | 0:6 | Słowacja | General Motors Place, Vancouver |

| Szczegóły      | Szczegóły | Szczegóły       | Szczegóły                                                                                            | Szczegóły                                                                           |
| -------------- | --------- | --------------- | --- | ----------------------------------------------------------------------------------- |
| Godzina: 16:30 |           | (0:3, 0:2, 0:1) | 02:44 Ľ. Višňovský 09:11 R. Zednik 17:08 J. Stümpel 21:07 M. Hossa 22:20 M. Handzuš 57:20 I. Baranka | Widzów: 17023 Sędzia główny: Daniel O’Halloran Sędziowie liniowi: Marcus Vinnerborg |

### Runda kwalifikacyjna
| 23 lutego 2010 | Czechy | 3:2 pd. | Łotwa | UBC Winter Sports Centre, Vancouver |

| Szczegóły      | Szczegóły                                             | Szczegóły            | Szczegóły                         | Szczegóły                                                                 |
| -------------- | ----------------------------------------------------- | -------------------- | --------------------------------- | ------------------------------------------------------------------------- |
| Godzina: 19:00 | T. Rolinek 05:52 T. Fleischmann 11:06 D. Krejčí 65:10 | (2:0, 0:0, 0:2, 1:0) | 52:02 M. Cipulis 56:19 M. Rēdlihs | Widzów: 5448 Sędzia główny: Bill McCreary Sędziowie liniowi: Brent Reiber |

## Saneczkarstwo
Kobiety
| Zawodnik       | Konkurencja | Ślizg 1 | Ślizg 2 | Ślizg 3 | Ślizg 4 | Łącznie  | Pozycja |
| -------------- | ----------- | ------- | ------- | ------- | ------- | -------- | ------- |
| Maija Tīruma   | Jedynki     | 41,773  | 41,933  | 42,012  | 41,936  | 2:47,654 | 9.      |
| Anna Orlova    | Jedynki     | 41,998  | 41,947  | 42,260  | 42,100  | 2:48,305 | 13.     |
| Agnese Koklača | Jedynki     | 42,627  | 42,334  | 43,091  | 42,336  | 2:50,388 | 24.     |

Mężczyźni
| Zawodnik                           | Konkurencja | Ślizg 1 | Ślizg 2 | Ślizg 3 | Ślizg 4 | Łącznie  | Pozycja |
| ---------------------------------- | ----------- | ------- | ------- | ------- | ------- | -------- | ------- |
| Mārtiņš Rubenis                    | Jedynki     | 48,818  | 48,831  | 49,210  | 48,809  | 3:15,668 | 11.     |
| Inārs Kivlenieks                   | Jedynki     | 48,960  | 49,065  | 49,259  | 48,920  | 3:16,204 | 18.     |
| Guntis Rēķis                       | Jedynki     | 49,275  | 49,625  | 49,476  | 49,071  | 3:17,447 | 26.     |
| Andris Šics Juris Šics             | Dwójki      | 41,420  | 41,549  |         |         | 1:22,969 | srebro  |
| Oskars Gudramovičs Pēteris Kalniņš | Dwójki      | 41,982  | 42,013  |         |         | 1:23,995 | 12.     |

## Short track
Mężczyźni
| Zawodnik       | Konkurencja         | Kwalifikacje | Kwalifikacje | Ćwierćfinał | Ćwierćfinał | Półfinał      | Półfinał      | Finał         | Finał   |
| Zawodnik       | Konkurencja         | Czas         | Miejsce      | Czas        | Miejsce     | Czas          | Miejsce       | Czas          | Miejsce |
| -------------- | ------------------- | ------------ | ------------ | ----------- | ----------- | ------------- | ------------- | ------------- | ------- |
| Haralds Silovs | Bieg na 500 metrów  | 41,673       | 2.           | 41,837      | 3.          | Nie awansował | Nie awansował | Nie awansował | 12.     |
| Haralds Silovs | Bieg na 1000 metrów | 1:25,951     | 2.           | 1:50,292    | 4.          | Nie awansował | Nie awansował | Nie awansował | 14.     |
| Haralds Silovs | Bieg na 1500 metrów | 2:14,900     | 2.           |             |             | 2:14,009      | 4.            | 2:19,435      | 10.     |

## Skeleton
Mężczyźni
| Zawodnik       | Ślizg 1 | Ślizg 2 | Ślizg 3 | Ślizg 4 | Łącznie | Pozycja |
| -------------- | ------- | ------- | ------- | ------- | ------- | ------- |
| Martins Dukurs | 52,32   | 52,59   | 52,28   | 52,61   | 3:29,80 | srebro  |
| Tomass Dukurs  | 52,94   | 52,88   | 52,62   | 52,69   | 3:31,13 | 4.      |

## Łyżwiarstwo szybkie
Mężczyźni
| Zawodnik       | Konkurencja    | Konkurencja    |
| Zawodnik       | Bieg na 5000 m | Bieg na 5000 m |
| Zawodnik       | Czas           | Miejsce        |
| -------------- | -------------- | -------------- |
| Haralds Silovs | 6:35,69        | 20.            |